# William Douglas (4e duc de Queensberry)
Pour les articles homonymes, voir William Douglas.
William Douglas, 4e duc de Queensberry (16 décembre 1724 - 23 décembre 1810) est un noble écossais. Il est connu comme Old Q et est célèbre pour être un grand joueur.

## Biographie
Né à Peebles, il est le fils unique de William Douglas, 2e comte de March, et de son épouse, Anne Hamilton.

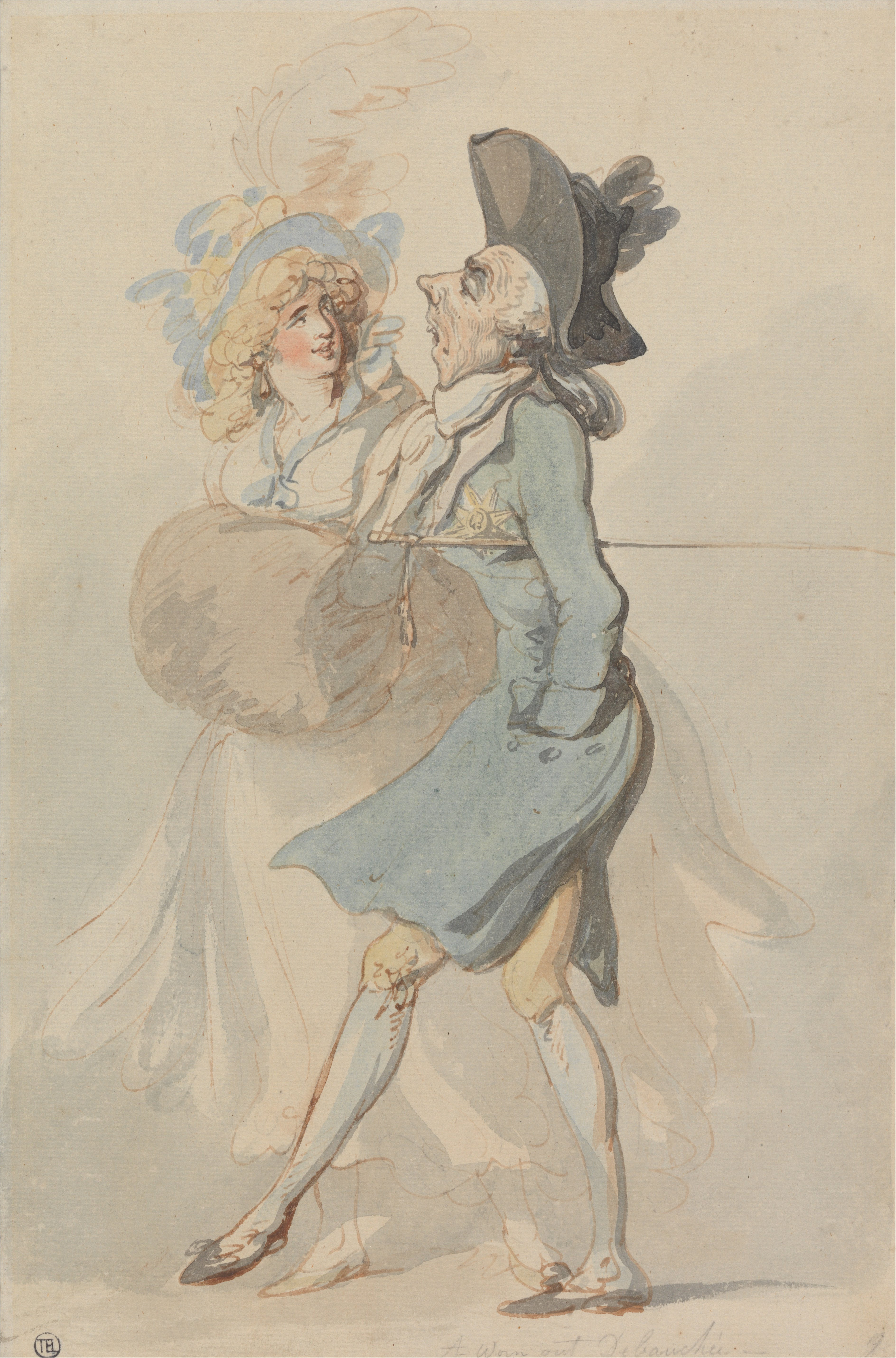
William Douglas, 4e duc de Queensbury

Ami du prince de Galles, Douglas est nommé gentilhomme de la chambre de George III en 1760. Il est nommé Chevalier du Chardon en 1761 et est un représentant écossais en 1761, et vice-amiral de l’Écosse de 1767 à 1776. Cependant, en raison de son comportement pendant la maladie du roi, il est démis de ses fonctions de gentilhomme de la chambre à coucher en 1789 et se réfugie pendant quelque temps à l'étranger. Il est Lord Lieutenant de Dumfries de 1794 à 1810.
Il succède à son père au comté de March en 1731 et à sa mère au comté de Ruglen en 1748. Il a succédé à son cousin Charles Douglas (3e duc de Queensberry) en tant que duc de Queensberry en 1778 et est créé baron Douglas d'Amesbury dans la pairie de la Grande-Bretagne en 1786.
Il ne s'est jamais marié, bien qu'il ait une fille, Maria Seymour-Conway, d'une maîtresse, la marquise Fagnani. En 1798, elle devient l'épouse du 3e marquis de Hertford et Queensberry lui laisse une grande partie de sa fortune mais il laisse 10 000 £ à Lady Anne Hamilton (1766-1846), une Lady in Waiting de Caroline de Brunswick. À sa mort, le duché de Queensberry et le Château de Drumlanrig passent à son cousin, le troisième duc de Buccleuch. Le marquisat de Queensberry passe à un autre cousin, Charles Douglas (6e marquis de Queensberry), dont le descendant est le titulaire actuel. Son cousin Francis Douglas (8e comte de Wemyss) devient comte de Wemyss et March. Le comté de Ruglen s'éteint. Il est enterré à l'église St James de Piccadilly le 31 décembre 1810
Il a des intérêts dans les courses de chevaux et ses vêtements en course sont d'un rouge profond avec un bonnet noir.
En tant que "Lord March", il est décrit dans le roman de William Makepeace Thackeray, Les Virginiens comme un joueur dissolu.